# 마고사키 우케루
마고사키 우케루(일본어: 孫崎 享, 1943년 7월 19일~ )는 일본의 외교관이자 평론가이다. 

## 학력
- 가나자와 대학교육학부 부속 고등학교 졸업
- 도쿄 대학 법학부 자퇴